# Эрнандес, Сильвио
Сильвио Эрнандес дель Валье (исп. Silvio Hernández del Valle; 31 декабря 1908, Веракрус, Мексика — 20 марта 1984, Мехико, Мексика) — мексиканский баскетболист. Бронзовый призёр летних Олимпийских игр 1936 года, трёхкратный чемпион Игр Центральной Америки и Карибского бассейна 1926, 1930 и 1935 годов.

## Биография
Сильвио Эрнандес родился 31 декабря 1908 года в мексиканском городе Веракрус.
Трижды выигрывал золотые медали баскетбольных турниров на Играх Центральной Америки в 1926 году в Мехико и в 1930 году в Гаване, на Играх Центральной Америки и Карибского бассейна в 1935 году в Сан-Сальвадоре.
В 1936 году вошёл в состав сборной Мексики по баскетболу на летних Олимпийских играх в Берлине и завоевал бронзовую медаль. Провёл 2 матча.
Умер 20 марта 1984 года в Мехико.